# Cote de Pablo
Cote de Pablo (echte naam: Maria José de Pablo) (Santiago, 12 november 1979) is een Chileens-Amerikaanse actrice. Ze speelde Ziva David, een van de hoofdpersonages in de televisieserie NCIS en maakte in 2009 haar filmdebuut in The Last Rites of Ransom Pride.
De Pablo werd geboren in Chili, maar groeide op in Miami. Ze studeerde in 2000 af (Music Theater) aan de Carnegie Mellon University. De Pablo verscheen in een aantal theaterproducties, waaronder "Indiscretions", "The Fantasticks", "The House of Bernarda Alba", "And The World Goes 'Round", "A Little Night Music" en "Cloud Techtonics". Haar eerste televisie-optreden was als presentatrice van het programma Control in 2004, samen met Carlos Ponce.
Na een rol in Shakespeares 'Measure for Measure', in 2001, verlegde De Pablo haar werkterrein naar de tv. Ze speelde in de soap All My Children een rol naast Rudolf Martin, die later haar halfbroer Ari Haswari speelde in NCIS. De Pablo had een gastrol als Gina in the CBS-serie 'The Education of Max Bickford', waar ze acteerde naast Academy Award-winnaars Richard Dreyfuss,
Marcia Gay Harden en Golden Globe-winnares Regina Taylor. Ze had daarnaast rolletjes in 'The Street' en 'When I Grow Up'.
In 2005 maakte De Pablo haar debuut op Broadway als Dolores Fuentes in 'The Mambo Kings'. Van 2005 tot 2013 speelde ze in de televisieserie NCIS van CBS, als NCIS-agente Ziva David. In deze serie wordt gesuggereerd dat ze is omgekomen in een brand van haar boerderij in Israël. In de slotaflevering van seizoen 16 verschijnt ze echter weer in het huis van hoofdpersonage Gibbs om hem te waarschuwen. Onduidelijk is of dit leidt tot een terugkeer van haar personage Ziva David. In 2010 speelt ze 'Bruja' in 'The Last Rites of Ransom Pride'. In 2015 speelt ze in 'the 33', als een van de vrouwen van de mijners die vastzit. In dit jaar speelt ze ook in de CBS miniserie 'The Dovekeepers', waarin ze de rol van 'Shirah' speelt.
De Pablo woont in Los Angeles en besteedt haar vrije tijd aan schrijven en muziek.

## Filmografie
- Control (1994-1995) ... Gastvrouw (tv-programma)
- The $treet (1 aflevering, "Hostile Makeover", 2000) ... Fiona (tv-serie)
- The Education of Max Bickford (1 aflevering, "Do It Yourself", 2001) ... Gina (tv-serie)
- TOCA Race Driver (2002) (VG) ... Melanie Sanchez (ingesproken door De Pablo)
- The Jury (10 afleveringen, 2004) ... Marguerite Cisneros (tv-serie)
- NCIS (191 afleveringen, 2005-2013, 2019) ... Ziva David (tv-serie)
- The Last Rites of Ransom Pride (2010) ... Bruja
- The 33 (2015) ... Jessica Vega
- The Dovekeepers (2015) ... Shirah (miniserie)
- Prototype (2016) ... Laura Kale (tv-film)
- Seneca (2019) ... Celeste

## Varia
- In 2004 verscheen ze in een reclamespotje van Volkswagen, getiteld "rear view"
- Haar moeder, Maria Olga Fernandez, won een Emmy in de categorie Talent on Camera.
- Door de vele stunts die Coté de Pablo deed in NCIS, is ze al meerdere keren gewond geraakt. Onder andere aan haar rug en nek.

- International Standard Name Identifier: 0000 0000 5418 6665
- Library of Congress Control Number: no2007127229
- Virtual International Authority File: 19469891
- WorldCat: E39PBJfxd3cF4HbwbR69hq6h73